# Alejandro Da Silva
Aljandro Damián Da Silva Mercado (Asunción, 18 de maio de 1963) é um ex-futebolista profissional paraguaio, que atuava como atacante.

## Carreira
Alejandro Da Silva fez parte do elenco da Seleção Paraguaia de Futebol da Copa do Mundo FIFA Sub-20 de 1999 e 2001